# Слетіоара (Ришка, Сучава)
Слетіоара (рум. Slătioara) — село у повіті Сучава в Румунії. Входить до складу комуни Ришка.
Село розташоване на відстані 327 км на північ від Бухареста, 31 км на південь від Сучави, 113 км на захід від Ясс.

## Населення
За даними перепису населення 2002 року у селі проживали 795 осіб, з них 794 особи (99,9%) румунів. Рідною мовою 794 особи (99,9%) назвали румунську.